# Латимер (Ајова)
Латимер (енгл. Latimer) град је у америчкој савезној држави Ајова. По попису становништва из 2010. у њему је живело 507 становника.

## Демографија
Према попису становништва из 2010. у граду је живело 507 становника, што је -28 (-5.2%) становника више него 2000. године.
| Група             | 2000.       | 2010.       |
| Белци             | 440 (82,2%) | 402 (79,3%) |
| Афроамериканци    | 0 (0,0%)    | 1 (0,2%)    |
| Азијати           | 0 (0,0%)    | 1 (0,2%)    |
| Хиспаноамериканци | 94 (17,6%)  | 102 (20,1%) |
| Укупно            | 535         | 507         |